# Diagonal (geometri)

De röda linjerna är alla diagonaler i denna sexhörning.

Inom geometrin är en diagonal en sträcka som sammanbinder två icke närliggande hörn i en polygon.
Antal diagonaler i en polygon med 3 eller fler sidor är  {\displaystyle {n(n-3) \over 2}} där n är antalet sidor på polygonen.